# Macrolopha quadrimaculata
Macrolopha quadrimaculata is een keversoort uit de familie halstandhaantjes (Megalopodidae). De wetenschappelijke naam van de soort werd in 1909 gepubliceerd door Charles Joseph Gahan.